# Epicicle

Elements bàsics del sistema planetari de Claudi Ptolemeu. El planeta es mou sobre l'epicicle (línia de punts petita), que al seu torn es mou sobre el deferent (línia de punts gran). El centre del deferent és X, però el moviment angular de l'epicicle és uniforme només respecte al punt · que és l'equant.

L'epicicle és un dels elements geomètrics bàsics del sistema geocèntric de Claudi Ptolemeu, basat en la Terra, que ocupa el centre de l'univers.
La teoria dels epicicles fou dissenyada per Apol·loni de Pèrgam a finals del segle iii aC i perfeccionada posteriorment per Ptolemeu. En aquest model, per explicar les variacions de velocitat i direcció del moviment aparent dels planetes, tots els cossos celestes es mouen al voltant de la Terra en cercles petits, anomenats epicicles, que al seu torn, es mouen sobre cercles majors anomenats deferents. Són els cercles deferents els que estan centrats a la Terra. Ptolemeu, a més, per explicar més precisament els moviments planetaris, introduí el punt equant i desplaçà el centre del cercle deferent del centre de la Terra.
L'antiga concepció dels epicicles va ser eliminada amb el desenvolupament de la teoria heliocèntrica de Nicolau Copèrnic i l'explicació del moviment planetari en òrbites el·líptiques per Johannes Kepler.